# El Cuento del Dumenge
El Cuento del Dumenche fue una revista valenciana escrita en valenciano, fundada en 1908 por Lluís Bernat i Ferrer, y que desde 1914 hasta su cierre en 1921 fue publicada y dirigida por Vicent Miquel Carceller. Tenía un precio de 30 céntimos de peseta. Durante su primer año  colaboraron cerca de ciento autores, la mayoría jóvenes. En 1918 cambió su nombre a El Cuento del Dumenge. El cambio de nombre no estuvo ausente de polémica entre los seguidores de Teodor Llorente, favorables al abandono de la grafía castellanizada por un nivel más culto de la lengua (el valenciano de guante), y quienes preferían el uso de la lengua propia de los escritores de "espardenya", como Lluís Bernat, fundador de la revista.
La revista constaba de unas veinte páginas, en su interior se podían encontrar cada semana obras cortas, normalmente de género teatral. Cada semana  había una (raramente salían más de dos) colaboración de un autor diferente. En algún número de fallas dejaban la literatura de banda para centrarse en la actualidad de la fiesta, y en sus páginas también se publicaron algunos ganadores de concursos de narrativa de Lo Rat Penat. Se  publicaron obras de Eduard Escalante y de Vicent Blasco Ibáñez. Entre sus colaboradores  estuvo Carles Salvador.
Después de su desaparición en 1921, editorial Carceller publicó a partir del mismo año la revista Nuestro Teatro, de temática similar.